# انگلیش الکتریک کانبرا
انگلیش الکتریک کانبرا (به انگلیسی: English Electric Canberra) یک بمب افکن متوسط بریتانیایی نسل اول با موتور جت است. این هواپیما توسط انگلیش الکتریک در اواسط تا اواخر دهه ۱۹۴۰ در پاسخ به الزامات وزارت نیروی هوایی بریتانیا در سال ۱۹۴۴ برای جانشینی با بمب افکن سریع دی هاویلند موسکیتو در زمان جنگ توسعه یافت. از جمله الزامات عملکردی برای این نوع، قابلیت برجسته بمباران در ارتفاع بالا و سرعت بالا بود. این قابلت‌ها تا حدی با استفاده از فناوری جدید پیشرانه جت انجام شد. هنگامی که کانبرا با نیروی هوایی سلطنتی بریتانیا (RAF) به عنوان اولین کاربر این نوع، در ماه مه ۱۹۵۱ وارد خدمت شد، به اولین بمب افکن عملیاتی با موتور جت تبدیل شد.
در فوریه ۱۹۵۱، یک هواپیمای کانبرا رکورد جهانی دیگری را به نام خود ثبت کرد، این هواپیما اولین هواپیمای جتی بود که یک پرواز بدون توقف در اقیانوس اطلس انجام داد. در بیشتر دهه ۱۹۵۰، کانبرا می‌توانست در ارتفاع بالاتری از هر هواپیمای دیگری در جهان پرواز کند و در سال ۱۹۵۷، یک کانبرا رکورد جهانی ارتفاع ۷۰٬۳۱۰ فوت (۲۱٬۴۳۰ متر) را ثبت کرد. . کانبرا به دلیل توانایی اش در فرار از هواپیماهای رهگیر جت نسل اول و پیشرفت قابل توجه عملکرد آن نسبت به بمب افکن‌های مدرن پیستونی، به هواپیمای محبوب در بازار صادرات تبدیل شد و برای خدمت در نیروی هوایی بسیاری از کشورها چه در داخل و چه در خارج از کشورهای مشترک المنافع خریداری شد. این تایپ هواپیما با مجوز تحت لیسانس در استرالیا توسط کارخانجات هواپیماسازی دولتی و در ایالات متحده توسط شرکت مارتین با عنوان مارتین بی-۵۷ کانبرا تولید شد. نسخه بی-۵۷ای کانبرا کمی اصلاح شده و بی-۵۷بی به‌طور قابل توجهی به روز شده بود.
کانبرا علاوه بر اینکه یک هواپیمای تهاجمی هسته‌ای تاکتیکی بود، ثابت کرد که بسیار سازگار است و می‌تواند نقش‌های مختلفی مانند بمباران تاکتیکی، شناسایی، عکاسی و شنود الکترونیکی را ایفا کند. کانبرا در طول جنگ سرد، در بحران سوئز، جنگ ویتنام، جنگ فالکلند، جنگ‌های هند و پاکستان و درگیری‌های متعدد آفریقا خدمت کرد. در چندین جنگ، هر یک از طرف‌های درگیر، کانبرا را در نیروی هوایی خود داشتند.
کانبرا بیش از ۵۰ سال برای برخی کاربران خدمت کرد. در ژوئن ۲۰۰۶، نیروی هوایی سلطنتی بریتانیا سه فروند کانبرای آخر خود را ۵۷ سال پس از اولین پرواز خود بازنشسته کرد. سه نوع مارتین بی-۵۷ همچنان در خدمت هستند و کار هواشناسی و ردیابی ورود مجدد فضاپیماها را برای ناسا انجام می‌دهند. همچنین آزمایش‌های ارتباط الکترونیکی (گره ارتباطی هوابرد میدان جنگ) را برای استقرار در افغانستان انجام می‌دهند.

## کاربران
آرژانتین

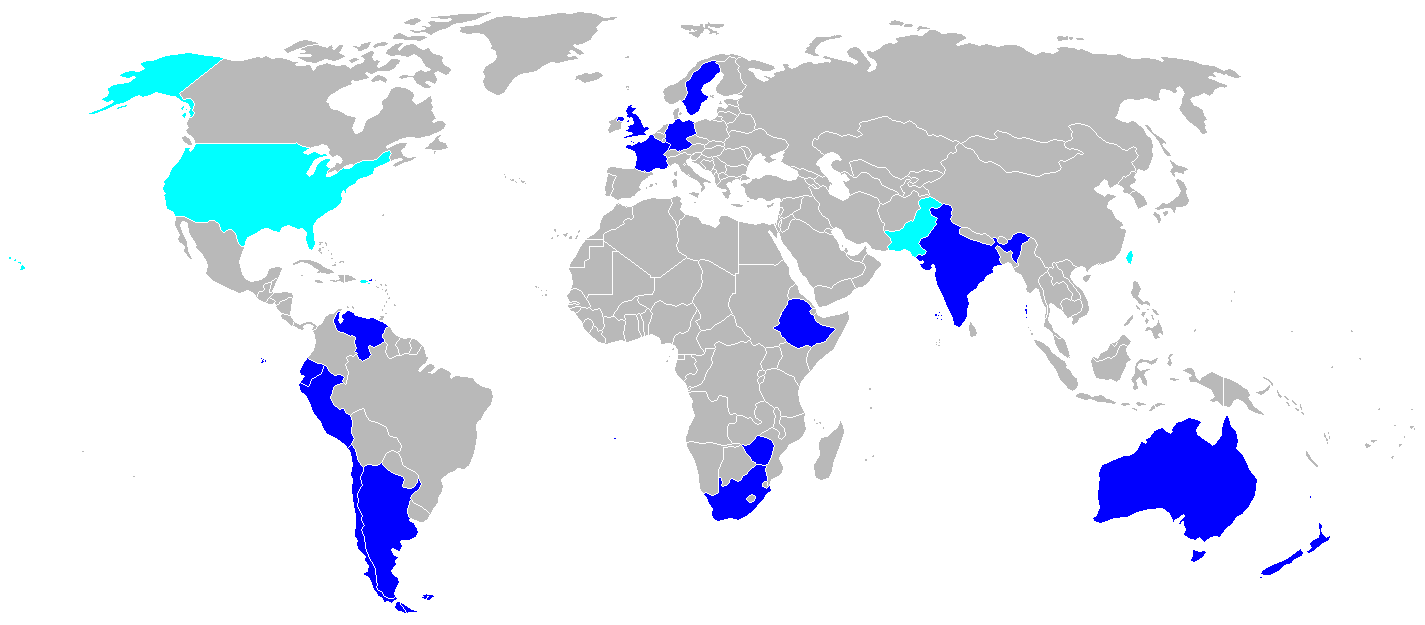
کاربران کانبرا (آبی تیره) و B-57 (آبی روشن)

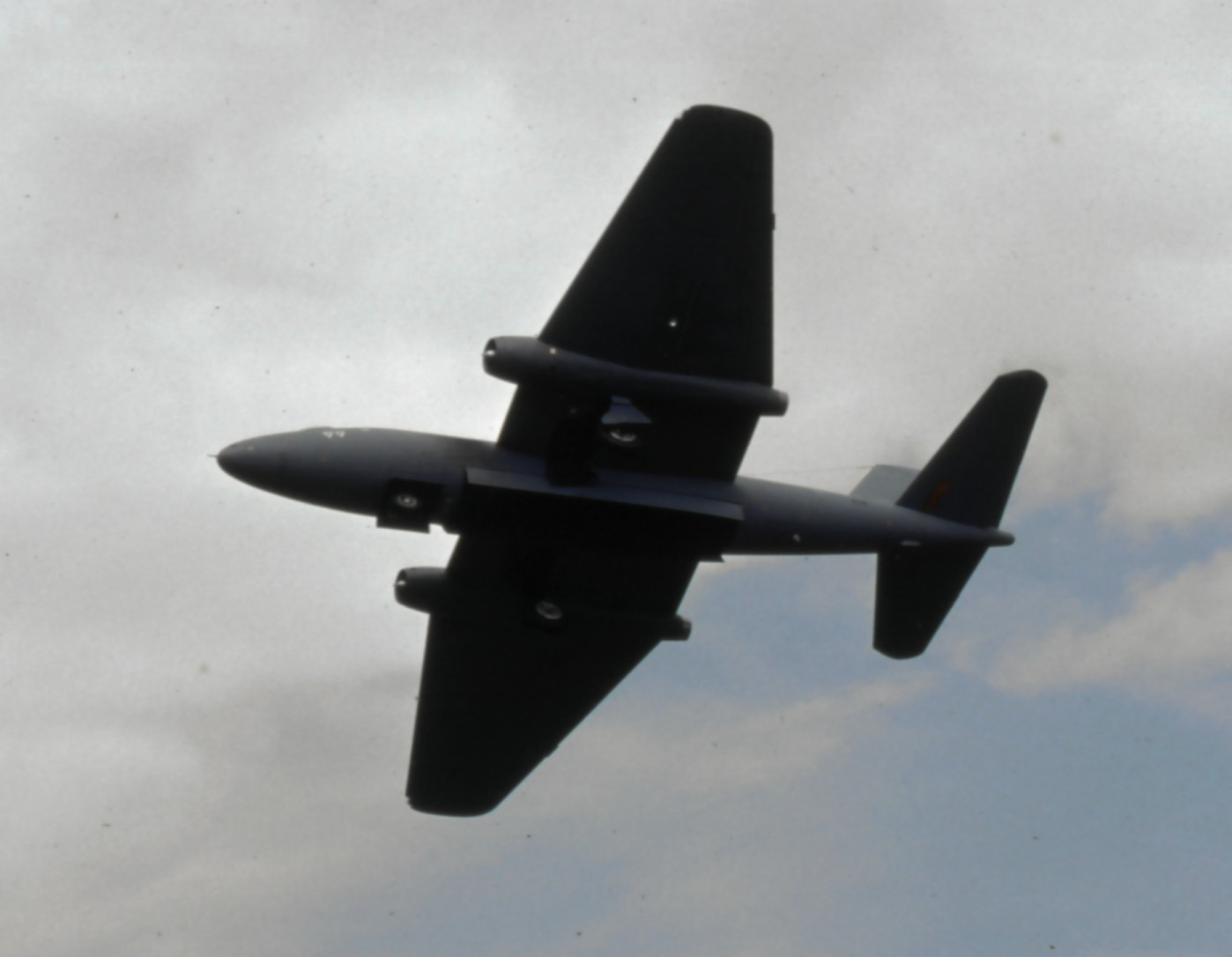
در پایگاه نیروی هوایی واترکلوف، در حدود ۱۹۸۰

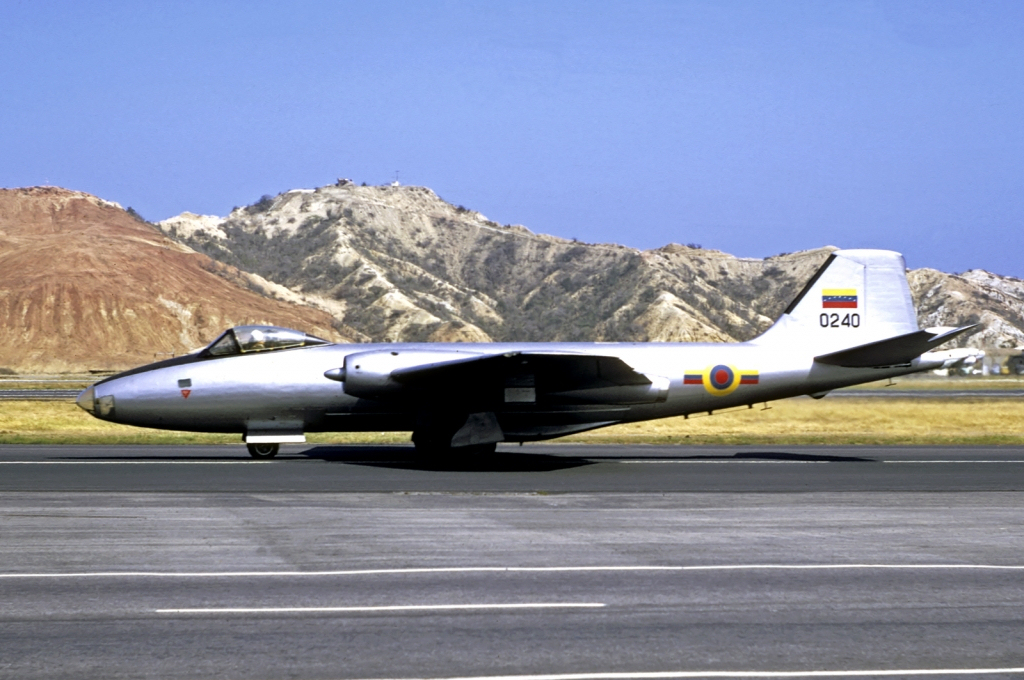
کانبرا متعلق به نیروی هوایی ونزوئلا، مارس ۱۹۷۲

- نیروی هوایی آرژانتین (۱۲): در سال ۱۹۶۷، ۱۰ فروند B2 سابق و ۲ فروند T4 (به ترتیب B62 و B64 بازطراحی شده) بازسازی شده خریداری کرد. دو هواپیمای دیگر در سال ۱۹۸۱ سفارش داده شد اما به دلیل جنگ فالکلند تحویل داده نشد.[۶]

 استرالیا
- نیروی هوایی سلطنتی استرالیا (۵۸)

 شیلی
- نیروی هوایی شیلی (۳)

 اکوادور
- نیروی هوایی اکوادور: شش فروند از نوع جدید B2 که در سال ۱۹۵۵ تحویل داده شد.[۷]

 اتیوپی
نیروی هوایی اتیوپی (۴)
 فرانسه
- نیروی هوایی فرانسه (۶)[۸]

 هند
- نیروی هوایی هند (۱۰۷)

 نیوزیلند
- نیروی هوایی سلطنتی نیوزلند (۱۳)

 پرو
- نیروی هوایی پرو (۶۰)

 رودزیا
- نیروی هوایی سلطنتی رودزیا (۲۰)

 آفریقای جنوبی
- نیروی هوایی آفریقای جنوبی (9)[۹]

 سوئد
- نیروی هوایی سوئد (۲)

 بریتانیا
- نیروی هوایی سلطنتی (۷۸۲)

 ایالات متحده آمریکا
- نیروی هوایی ایالات متحده (دو فروند فقط برای توسعه B-57)

 ونزوئلا
- نیروی هوایی ونزوئلا (۴۶)

 آلمان غربی
- نیروی هوایی آلمان غربی (۳)

 زیمبابوه
- نیروی هوایی زیمبابوه: اسکادران شماره ۵ کانبرا B.2s و T.4s را استفاده می‌کرد. آخرین هواپیما در سال ۱۹۸۳ بازنشسته شدند.[۱۰]

## مشخصات (کانبرا B(I).6)

طرح ۳ نمای انگلیش الکتریک کانبرا

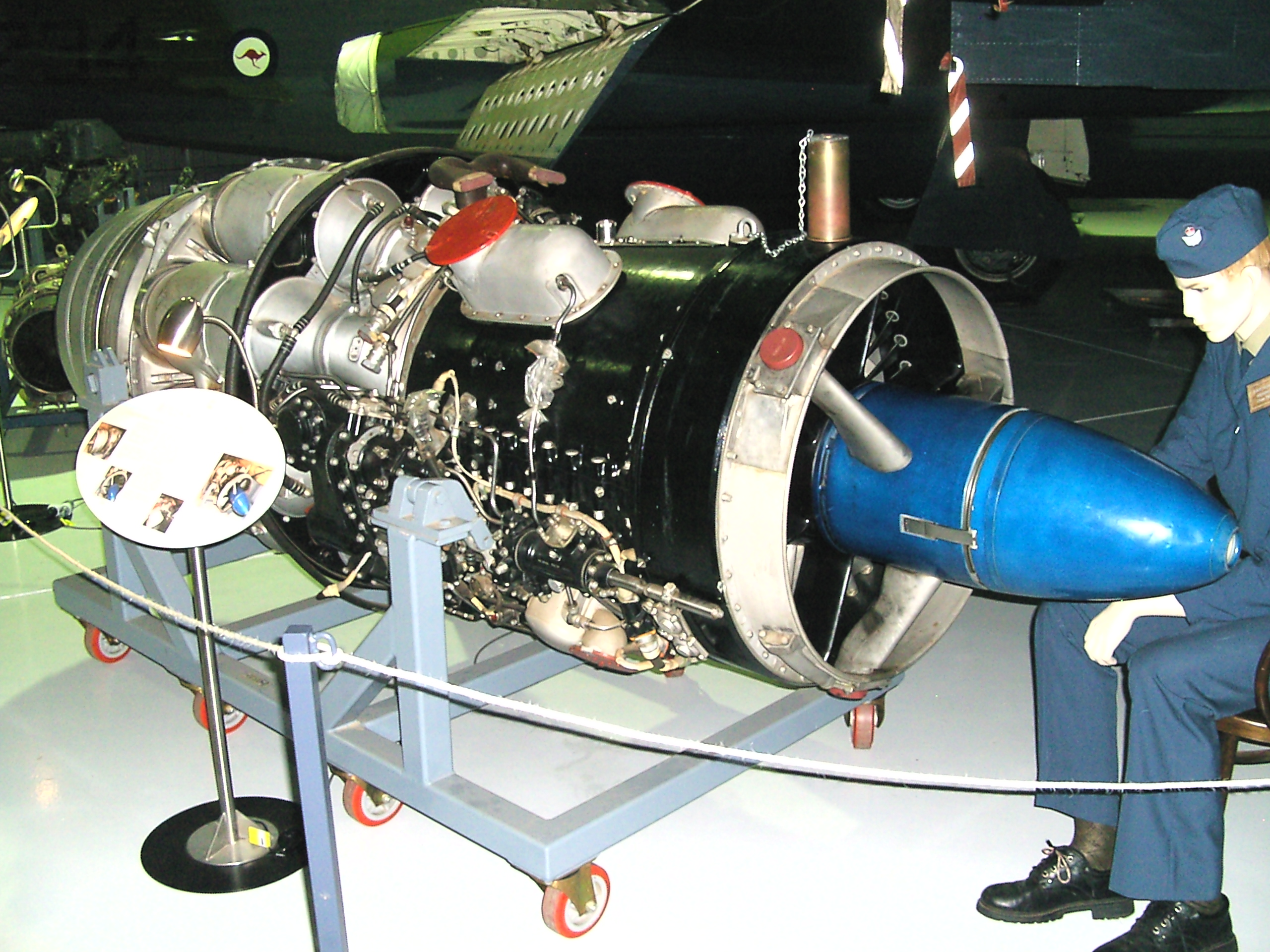
موتور رولزرویس آوون به نمایش گذاشته شده در موزه هوانوردی، تمورا ۲۰۱۱

داده‌ها از Combat Aircraft Recognition
ویژگی‌های عمومی
- خدمه: ۳
- طول: ۶۵ فوت ۶ اینچ (۱۹٫۹۶ متر)
- پهنای بال: ۶۴ فوت ۰ اینچ (۱۹٫۵۱ متر)
- ارتفاع: ۱۵ فوت ۸ اینچ (۴٫۷۸ متر)
- مساحت بال‌ها: ۹۶۰ فوت مربع (۸۹ متر مربع)
- ایرفویل: root: RAE/D 12% symm; tip: RAE/D 9% symm[۱۲]
- وزن خالی: ۲۱٬۶۵۰ پوند (۹٬۸۲۰ کیلوگرم)
- وزن ناخالص: ۴۶٬۰۰۰ پوند (۲۰٬۸۶۵ کیلوگرم)
- بیشترین وزن برخاست: ۵۵٬۰۰۰ پوند (۲۴٬۹۴۸ کیلوگرم)
- پیشرانه: ۲ عدد موتور توربوجت رولز-رویس اون, ۷٬۴۰۰ پوند-نیرو (۳۳ کیلونیوتن) thrust در هر موتور

عملکرد
- حداکثر سرعت: ۵۸۰ مایل بر ساعت (۹۳۰ کیلومتر بر ساعت، ۵۰۰ گره) در ۴۰٬۰۰۰ فوت (۱۲٬۱۹۲ متر)
- حداکثر سرعت: ۰٫۸۸ ماخ
- بُرد رزمی: ۸۱۰ مایل (۱٬۳۰۰ کیلومتر، ۷۰۰ مایل دریایی)
- بُرد معبر: ۳٬۳۸۰ مایل (۵٬۴۴۰ کیلومتر، ۲٬۹۴۰ مایل دریایی)
- حداکثر ارتفاع: ۴۸٬۰۰۰ فوت (۱۵٬۰۰۰ متر)
- نرخ صعود: ۳٬۴۰۰ فوت بر دقیقه (۱۷ متر بر ثانیه)
- بارگیری بال: ۴۸ پوند بر فوت مربع (۲۳۰ کیلوگرم بر متر مربع)
- نیرو/وزن: ۰٫۳۷

### کتابشناسی - فهرست کتب
- Anderton, David A. Martin B-57 Night Intruders & General Dynamics RB-57F. Aircraft in Profile, Volume 14. Windsor, Berkshire, UK: Profile Publications Ltd. , 1974, pp. 1–25. شابک ‎۰−۸۵۳۸۳−۰۲۳−۱.
- Barnes C.H. and D.N. James. Shorts Aircraft since 1900. London: Putnam, 1989. شابک ‎۰−۸۵۱۷۷−۸۱۹−۴.
- Bell, T E. B-57 Canberra Units of the Vietnam War (Osprey Combat Aircraft #85). Oxford, UK: Osprey Publishing Limited, 2011. شابک ‎۹۷۸−۱−۸۴۶۰۳−۹۷۱−۳.
- Brzoska, Michael and Frederic S. Pearson. Arms and Warfare: Escalation, De-escalation, and Negotiation. Columbia, South Carolina: University of South Carolina Press, 1994. شابک ‎۰−۸۷۲۴۹−۹۸۲−۰.
- Buttler, Tony. British Secret Projects Fighters and Bombers 1935–1950. Earl Shilton, Leicester, UK: Midland Publishing, 2004. شابک ‎۱−۸۵۷۸۰−۱۷۹−۲.
- "Canberra: Design Analysis of Britain's First Jet Bomber". Flight, 15 December 1949, pp. 766–772.
- Chant, Christopher. A Compendium of Armaments and Military Hardware. London: Routledge, 1987. شابک ‎۰−۷۱۰۲−۰۷۲۰−۴.
- Cohen, Michael Joseph. Fighting World War Three from the Middle East: Allied Contingency Plans, 1945–1954. London: Routledge, 1997. شابک ‎۰−۷۱۴۶−۴۷۲۰−۹.
- Cooper, Tom; Weinert, Peter; Hinz, Fabian; Lepko, Mark (2011). African MiGs, Volume 2: Madagascar to Zimbabwe. Houston: Harpia Publishing. ISBN 978-0-9825539-8-5.
- Delve, Ken. "Canberra … forty years and thriving still". Air International, Vol. 36, No. 6, June 1989, pp. 296–306. Bromley, UK: Fine Scroll. ISSN 0306-5634.
- Donald, David. The Pocket Guide to Military Aircraft. London: Temple Press, 1986. شابک ‎۰−۶۰۰−۵۵۰۰۲−۸.
- Fensch, Thomas. The C.I.A. and the U-2 Program: 1954–1974. London: New Century Books, 2001. شابک ‎۰−۹۳۰۷۵۱−۰۹−۴.
- Freedman, Lawrence. The Official History of the Falklands Campaign: Volume II, War and Diplomacy. London: Routledge, 2005. شابک ‎۹۷۸−۰−۷۱۴۶−۵۲۰۷−۸.
- Geiger, Till. Britain and the Economic Problem of the Cold War: the Political Economy and the Economic Impact of the British Defence Effort, 1945–1955. Burlington, Vermont: Ashgate Publishing, 2004. شابک ‎۰−۷۵۴۶−۰۲۸۷−۷.
- Gunston, Bill. Bombers of the West. London: Ian Allan Ltd. , 1973, pp. 13–30. شابک ‎۰−۷۱۱۰−۰۴۵۶−۰.
- Gunston, Bill and Peter Gilchrist. Jet Bombers: From the Messerschmitt Me 262 to the Stealth B-2. Osprey, 1993. شابک ‎۱−۸۵۵۳۲−۲۵۸−۷.
- Hack, Karl. Defence and Decolonisation in Southeast Asia: Britain, Malaya and Singapore, 1941–1968. London: Routledge, 2001. شابک ‎۰−۷۰۰۷−۱۳۰۳−۴.
- Halley, James J. The Squadrons of the Royal Air Force. Tonbridge, Kent, UK: Air Britain (Historians), 1980. شابک ‎۰−۸۵۱۳۰−۰۸۳−۹.
- Halpenny, Bruce Barrymore. English Electric Canberra: The History and Development of a Classic Jet. London: Leo Cooper Ltd. , 2005. شابک ‎۱−۸۴۴۱۵−۲۴۲−۱.
- Halvorson, Lance. Sixty Years of the Canberra Bomber. Wings, Vol. 61, No. 4, December 2009, pp. 10–19. RAAF Association. Coogee, Australia: Flight Publishing. ISSN 0043-5880.
- Hamence, Michael (Winter 1993). "'Cyclone Five': The Canberra in Rhodesian/Zimbabwean Service, Part One". ایر انتوزیاست. No. 52. pp. 28–42. ISSN 0143-5450.
- Hamence, Michael (Spring 1994). "'Cyclone Five': The Canberra in Rhodesian/Zimbabwean Service, Part Two". ایر انتوزیاست. No. 53. pp. 41–51. ISSN 0143-5450.
- Huertas, Salvador Mafé. "Canberras Over the Falklands: Wartime Exploits of a Venerable Jet Bomber". ایر انتوزیاست, No. 66, November/December 1996, pp. 61–65. Stamford, UK: Key Publishing. ISSN 0143-5450.
- Jefford, C.G.(Ed.) The RAF and Nuclear Weapons, 1960–1998. London: Royal Air Force Historical Society, 2001.
- Jones, Barry. "Bomber Command Goes Propless". Aeroplane, Volume 34, Issue 10, October 2006, pp. 83–88.
- Jones, Barry. "A Nice Little Earner." Aeroplane, Volume 34, Issue 10, October 2006, pp. 93–97.
- Kavic, Lorne J. India's Quest for Security: Defence Policies, 1947–1965. Berkeley, California: University of California Press, 1967.
- Kinzey, Bert. F-111 Aardvark in Detail and Scale (Vol. IV). Fallbrook, California: Aero Publishers, 1982. شابک ‎۹۷۸−۰−۸۵۳۶۸−۵۱۲−۸.
- Law, John. Aircraft Stories: Decentering the Object in Technoscience. Durham, North Carolina: Duke University Press, 2002. شابک ‎۰−۸۲۲۳−۲۸۲۴−۰.
- Lake, Jon. "Canberra PR.9: Supreme Reconnaissance Platform". Air International, Vol. 62, No. 3, March 2002, pp. 156–163. Stamford, UK: Key Publishing. ISSN 0306-5634.
- Lake, Jon. "EE Canberra in RAF Service: Part One: The Bomber Years". Air International, Vol. 71, No 2, August 2006, pp. 38–43. Stamford, UK: Key Publishing. ISSN 0306-5634.
- Lake, Jon. "EE Canberra in RAF Service: Part Two". Air International, Vol. 71, No 3, September 2006, pp. 30–39. Stamford, UK: Key Publishing. ISSN 0306-5634.
- Lake, Jon. "Wyton's Cold War Spyplanes: No. 51 Squadron Canberras". International Air Power Review, Volume 1, 2001, pp. 130–137. Norwalk, Connecticut: AirTime Publishing. شابک ‎۱−۸۸۰۵۸۸−۳۳−۱. ISSN 1473-9917.
- Lewis, Peter. British Racing and Record Breaking Aircraft. London: Putnam, 1970. شابک ‎۰−۳۷۰−۰۰۰۶۷−۶.
- Mason, Francis K. The British Bomber since 1914. London: Putnam, 1994. شابک ‎۰−۸۵۱۷۷−۸۶۱−۵.
- Nicholas, Jack. "Big Bangs for a Buck: Britain's Tactical Nuclear Forces 1960–1998". Air International, Vol. 69, No. 1, July 2005, pp. 45–49. ISSN 0306-5634.
- Nuñez Padín, Jorge. Canberra BMK.62 & TMK.64 – Serie Fuerza Aerea Nº11. Bahía Blanca, Argentina: Fuerzas Aeronavales, 2006. ISBN n/a.
- Oliver, David. British Combat Aircraft in Action Since 1945. London: Ian Allan, 1987. شابک ‎۹۷۸−۰−۷۱۱۰−۱۶۷۸−۱.
- Paterson, Robert H. Britain's Strategic Nuclear Deterrent: From Before the V-bomber to Beyond Trident. London: Routledge, 1997. شابک ‎۰−۷۱۴۶−۴۷۴۰−۳.
- Peden, G. C. Arms, Economics and British Strategy: from Dreadnoughts to Hyrdrogen Bombs. Cambridge, UK: Cambridge University Press, 2007. شابک ‎۰−۵۲۱−۸۶۷۴۸−۷.
- Petter-Bowyer, Peter J. H. Winds of Destruction: The Autobiography of a Rhodesian Combat Pilot. Johannesburg, South Africa: 30° South Publishers, 2005. شابک ‎۰−۹۵۸۴۸۹۰−۳−۳.
- Polmar, Norman. Spyplane: The U-2 History Declassified. London: Zenith Imprint, 2001. شابک ‎۰−۷۶۰۳−۰۹۵۷−۴.
- Ransom, Stephen and Robert Fairclough. English Electric Aircraft and Their Predecessors. London: Putnam, 1987. شابک ‎۰−۸۵۱۷۷−۸۰۶−۲.
- Stephens, Alan. Power Plus Attitude: Ideas, Strategy and Doctrine in the Royal Australian Air Force, 1921–1991. Canberra, Australia: AGPS Press, 1992. شابک ‎۰−۶۴۴−۲۴۳۸۸−۰.
- van der Aart, Dick. Aerial Espionage. Shrewsbury, UK: Airlife Publishing ltd. , 1985. شابک ‎۰−۹۰۶۳۹۳−۵۲−۳.
- Varble, Derek. The Suez Crisis 1956. Oxford, UK: Osprey Publishing, 2003. شابک ‎۱−۸۴۱۷۶−۴۱۸−۳.
- "Venezuela Refurbishes Her Aerial Sombrero". Air Enthusiast, Volume 5 Number 4, September 1973, pp. 118–124, 150.
- Wagner, Paul J. Air Force Tac Recce Aircraft: NATO and Non-aligned Western European Air Force Tactical Reconnaissance Aircraft of the Cold War. Pittsburgh, Pennsylvania: Dorrance Publishing, 2009. شابک ‎۱−۴۳۴۹−۹۴۵۸−۹.
- Walker, R. A. "The Canberra is 20." Flight International, 8 May 1969, pp. 758–764.
- Wilson, Stewart. Lincoln, Canberra and F-111 in Australian Service. Weston Creek, ACT, Australia: Aerospace Publications, 1989. شابک ‎۰−۹۵۸۷۹۷۸−۳−۸.